# Đurađ II Balšić
Đurađ Stracimirović (en serbio: Ђурађ Страцимировић; fl. 1385-abril de 1403), o Đurađ II fue el señor de Zeta de 1385 a 1403, como miembro de la noble familia Balšić. Era el hijo de Stracimir Balšić, y sucedió a su tío paterno Balša II en gobernar Zeta. Reinó desde 1386 hasta 1389 en el todavía oficialmente no disuelto Imperio serbio en forma de una alianza familiar, luego hasta 1395 como vasallo otomano. Gobernó Zeta hasta su muerte en 1403, cuando fue sucedido por su único hijo, Balša III. Es conocido en la poesía épica serbia como Banović Strahinja.